# Paruline à joues grises
Leiothlypis ruficapilla
Espèce
Statut de conservation UICN

 LC  : Préoccupation mineure
La Paruline à joues grises (Leiothlypis ruficapilla) est une espèce de passereaux appartenant à la famille des Parulidae.

## Répartition, habitat et nidification

zone de nidification
zone d'hivernage

Elle niche dans les forêts mixtes ouvertes et les zones de tourbières au Canada et au nord et dans l'ouest des États-Unis d'Amérique. Elle cache son nid en forme de coupe sur le sol sous les arbustes.
Elle migre vers la partie méridionale du Texas, le Mexique et l'Amérique centrale en hiver.

## Alimentation
Elle s'alimente dans les parties basses des arbres et des arbustes, souvent en agitant la queue; elle se nourrit principalement d'insectes.

## Taxinomie
synonymes
- Oreothlypis ruficapilla, Vermivora ruficapilla, Helminthophila ruficapilla, Sylvia ruficapilla.

Liste des sous-espèces
D'après Alan P. Peterson, il existe deux sous-espèces :
- Leiothlypis ruficapilla ruficapilla Wilson, 1811 ;
- Leiothlypis ruficapilla ridgwayi van Rossem, 1929.